# Typ 2 Ke-to
Typ 2 Ke-to byl japonský lehký tank užívaný v době druhé světové války. Jeho počátky spadají až do roku 1938, kdy byl zahájen vývoj moderních lehkých tanků. Tanky Ke-To byly vyráběny až v roce 1944 v množství pouhých 29 kusů. Byly bojově nasazeny na Filipínách a v Číně.